# Coppa Italia Dilettanti 1988-1989
La Coppa Italia Dilettanti 1988-1989 è stata la 23ª edizione di questa competizione calcistica italiana. È stata disputata con la formula dell'eliminazione diretta ed è stata vinta dalla Sestese.
Dopo l'entrata in vigore della Legge n. 91 del 23 marzo 1981 che ha abolito il calcio semiprofessionistico, le squadre del Campionato Interregionale (5º livello nazionale, primo dilettantistico) partecipano a questa coppa, assieme a quelle di Promozione (1º livello regionale, 6º nazionale). Il torneo viene diviso in due "binari" per le due categorie fino alle semifinali comprese: le 4 squadre rimaste (2 per parte) disputano la "final four" in campo neutro a sfide incrociate.
L'edizione, come detto sopra, è stata vinta dalla Sestese, che superò in finale, il Molfetta; le semifinaliste furono Sedico e Partinicaudace.

## Formula
Dal 1981 al 1985 le squadre di Interregionale e Promozione disputavano una fase eliminatoria separata fra le due categorie, riunendosi poi per i quarti di finale, mentre dal 1985 al 1988 le squadre delle due categorie disputavano due coppe diverse con assegnazione delle rispettive Coppe Italia di settore, poi le due vincenti si affrontavano poi nella finale per la coppa nazionale.
Con questa edizione le squadre delle due categorie sono ancora incluse in due tornei di settore, ma senza la disputa delle finali: le 4 finaliste delle 2 coppe disputano una "final four" per l'assegnazione della Coppa Italia Dilettanti.

## Fasi Interregionale e Promozione
Dalle due fasi eliminatorie sono giunte Molfetta e Partinicaudace (dal Campionato Interregionale 1988-1989), Sedico e Sestese (dalla Promozione 1988-1989).

## Final four
Le 4 squadre rimaste (2 di Interregionale e 2 di Promozione) vengono abbinate a semifinali incrociate a Lumezzane. Nello stesso week-end e nello stesso luogo si disputano anche la finale del Trofeo Jacinto Valdagno-Acireale, del Torneo delle Province Brescia-Lecce e del Torneo Under 18 Saronno-Santegidiese.

### Semifinali
| Lumezzane 23 giugno 1989, ore 20:00 | Molfetta | 2 – 0 | Sedico | Stadio Tullio Saleri |

| Lumezzane 23 giugno 1989, ore 22:00 | Partinicaudace | 1 – 2 | Sestese | Stadio Tullio Saleri |

### Finale
Alla finale giungono il Molfetta (3º nel girone G dell'Interregionale) e la Sestese (2º nel girone B della Promozione Toscana).
| Arbitro: | Freddi (Sassari) |

| |            | |
| Guidotti 11’ | Marcatori  | |
| · Lodovini · Musolesi · Allori · Targetti · Pratesi · Masi · 76’ Torracchi · Bartalucci · 80’ Guidotti · Menchetti · Simoncini · A disposizione: · 76’ Dreoni · 80’ Facchini | Formazioni | · Abbrescia · Cifarelli · Zaccaria · Casadei · Frioni · Giancamilli · Spadavecchia 67’ · Tuttisanti 75’ · Petilli · Favonio · Tacchi · A disposizione: · Eronia 67’ · Girone 75’ |
| Poggesi | Allenatori | Spinozzi |